# Sarrothripini
Sarrothripini — триба чешуекрылых семейства нолид. По некоторым источникам подсемейство совок.

## Описание
Это чаще всего мелкие бабочки, с размахом крыльев от 17 до 27 мм; если крупные, к примеру Eligma narcissus, то рисунок сильно модифицирован: передние крылья оливково-коричневые, разделены продольной белой полосой; задние крылья ярко-жёлтые с широкой терминальной каймой. На передних крыльях костальная жилка при основании сильно выгнута, костальный и задний края крыльев почти параллельны, передние крылья более или менее узкие (в качестве исключения Nolathripa и Negrithothripa), в области ячейки есть пучки приподнятых щетинок; основной фон передних крыльев от серого до тёмно-коричневого, рисунок обычно развит.

## Классификация
Роды трибы: Brabantia — Closteromorpha — Drobeta — Eleaognatha — Garella — Iscadia — Motya — Neostictoptera — Nycteola — Orotermes — Stictothripa